# XPages
XPagesはIBM Lotus Domino 8.5より採用された Webテクノロジーを用いた新たなアプリケーション開発の技術。

## 概要
XPagesはLotus Notesアプリケーションにおける画面 (GUI) を開発するための新たな技術で、Lotus Domino 8.5より採用された。開発にはEclipse IDEをベーステクノロジーに採用をしたLotus Domino Designer 8.5で提供される開発ツールが利用できる。Lotus Notesアプリケーション（NSFファイル）に、新たな設計要素として、XMLで表現されるXPageが追加され、そのXPageとスクリプトライブラリやイメージリソースなどの関連する設計要素でXPagesアプリケーションが構成される。
XPagesはJavaServer Facesをベース技術として採用し、HTML、JavaScript、スタイルシートなどの標準的なWebのプログラミングモデルを取り入れ、Ajaxプログラミング、Dojo Toolkitなどを利用してアプリケーション開発を行える。Lotus Dominoで実行されるサーバサイドJavaScript (SSJS) も提供され、Lotus Notesアプリケーションのオブジェクトにアクセスすることも可能になっている。
XPagesはWeb技術で実現できるアプリケーションで、ウェブブラウザでの実行だけではなく Lotus Notesアプリケーションのプロパティ設定によって、Lotus Notesクライアントからも使用することができる。

## 歴史
XPagesは2005年から「XFaces」のコードネームで開発が始められた。
Lotus Dominoでの採用が決まり2007年に「XPages」と命名され、2008年のLotusphereにおいてテクニカル･プレビューとして公開された。Lotus Domino 8.5の機能の一つとして組み込まれて2008年12月に出荷された（日本では2009年1月）。
これ以降、Lotus DominoのメンテナンスリリースとともにXPagesの機能にも改良が加わっている。

## 機能
XPagesによって、Lotus Domino上にあるLotus Notesアプリケーションを、Dojo Toolkit を用いたいわゆるWeb 2.0と呼ばれる洗練された画面でWebブラウザから利用可能になった。
Lotus Dominoではリリース4のDomino Web Publisher、あるいはリリース5以降でサーバーに標準で搭載されたHTTPタスクによって、Lotus Notesアプリケーションを特別なカスタマイズなしでWebブラウザから利用することができた。しかし、画面の表現には当時のシンプルなHTMLが使われており、またアプリケーションごとのカスタマイズ無しで利用したときには、最近のWeb技術と比較しても洗練されて使い安いものではなかった。
Lotus Domino 8.5でのXPagesの導入により、最新のWeb技術を使ってLotus Notesアプリケーションをブラウザから利用できるようになるとともに、Lotus Notes 8.5.1での XPages in Notes client (XPiNC)の実現により、リッチクライアントであるLotus Notesクライアントとブラウザ・クライアントとで同じユーザインタフェースでアプリケーションを利用することが可能となっている。
また、XPagesの開発環境としては、8.5よりEclipse IDE (Integrated Development Environment、Eclipse (統合開発環境))をベースとしたLotus Domino Designerが利用可能になっている。Lotus Domino Designerでは、いわゆるWYSIWYGでのXPgaes開発ができ、いままでNotesフォームやNotesビューでLotus Notesアプリケーションを開発していたデベロッパーにも親しみやすく、スムーズにXPages開発に移行できる環境となっている。